# Parti communiste marxiste-léniniste du Bénin
Pour les autres articles nationaux ou selon les autres juridictions, voir Parti communiste.
Le Parti communiste marxiste-léniniste du Bénin (PCMLB) est un parti communiste béninois dirigé par Magloire Yansunnu. Le PCMLB a été fondé à Cotonou le 20 février 1999 après que Yansunnu ait été exclu du Parti communiste du Bénin en 1998 à la suite d'un schisme interne au sein de ce parti.
Le PCMLB est le 112e parti politique à être légalement enregistré au Bénin